# Klarobelia anomala
Klarobelia anomala (R.E. Fr.) Chatrou – gatunek rośliny z rodziny flaszowcowatych (Annonaceae Juss.). Występuje naturalnie w Kostaryce, Panamie, Kolumbii oraz Peru. 

## Morfologia
PokrójZimozielone drzewo lub krzew dorastające do 3–25 m wysokości.
LiścieMają kształt od eliptycznego do podłużnego. Mierzą 7–31,6 cm długości oraz 3–11,4 cm szerokości. Nasada liścia jest rozwarta. Blaszka liściowa jest całobrzega o ostrym lub spiczastym wierzchołku. Ogonek liściowy jest owłosiony i dorasta do 4–11 mm długości.
KwiatyZebrane w pęczki, rozwijają się w kątach pędów lub bezpośrednio na pniach i gałęziach (kaulifloria). Działki kielicha są zrośnięte i dorastają do 3–5 mm długości. Płatki mają kształt od eliptycznego do prawie okrągłego i osiągają do 14–30 mm długości. Kwiaty mają 50–300 pręcików i około 150 owocolistków.
OwocePojedyncze. Mają podłużny kształt. Osiągają 16–26 mm długości.

## Biologia i ekologia
Rośnie w lasach. Występuje na wysokości do 600 m n.p.m.